# Olivia (Minnesota)
Olivia település az Amerikai Egyesült Államok Minnesota államában, Renville megyében, melynek megyeszékhelye is. Lakosainak száma 2343 fő (2020. április 1.).

## Népesség
A település népességének változása:

| 2010 | 2 484 |
| 2020 | 2 343 |